# Giulio Angioni
Giulio Angioni (n. 28 octombrie 1939, Guasila, Sardinia, Italia – d. 12 ianuarie 2017, Cagliari, Sardinia, Italia) este un scriitor și antropolog italian (din Sardinia).

## Biografie
Profesor de Antropologie Culturală la Universitatea din Cagliari. Pe lângă lucrările de specialitate a publicat cu un ritm constant o serie de opere literare, dintre care cele mai cunoscute sunt romanele Le fiamme di Toledo (Flăcarile din Toledo), Assandira, Doppio cielo (Cer dublu), Gabbiani sul Carso (Pescăruși pe Carso).

## Lucrări publicate

### Ficțiune
- L'oro di Fraus (Editori Riuniti 1988, Il Maestrale 2000)
- Il sale sulla ferita (Marsilio 1990), Il Maestrale 2010), finalist Premio Viareggio 1990
- Una ignota compagnia (Feltrinelli 1992, Il Maestrale 2007), finalist Premio Viareggio 1992
- Il gioco del mondo (Il Maestrale 1999)
- La casa della palma (Avagliano, 2000)
- Millant'anni (Il Maestrale 2002, 2009)
- Il mare intorno (Sellerio 2003)
- Assandira (Sellerio 2004)
- Alba dei giorni bui (Il Maestrale 2005, 2009), Premio Dessì 2005
- Le fiamme di Toledo (Sellerio 2006), Premio Corrado Alvaro 2006, Premio Internazionale Mondello 2006
- La pelle intera (Il Maestrale 2007)
- Afa (Sellerio 2008)
- Tempus (CUEC 2008)
- Gabbiani sul Carso (Sellerio 2010)
- Doppio cielo (Il Maestrale 2010)
- Sulla faccia della terra (Feltrinelli 2015)

### Eseuri
- Tre saggi sull'antropologia dell'età coloniale, Flaccovio 1973
- Sa laurera: Il lavoro contadino in Sardegna, EDeS 1976 e Il Maestrale 2005
- Il sapere della mano: saggi di antroplogia del lavoro, Sellerio 1986
- Pane e formaggio e altre cose di Sardegna, Zonza 2000
- Fare dire sentire. L'identico e il diverso nelle culture, Il Maestrale 2011

### Variate
- Tutti dicono Sardegna EdeS 1990
- Cartas de logu: scrittori sardi allo specchio CUEC 2007
- Il dito alzato (Sellerio 2012)